# Royal Daisy Airlines
A Royal Daisy Airlines egy ugandai magán légitársaság volt. A légitársaságot 2005-ben alapították és 2012-ben szűnt meg.

## Áttekintés
A légitársaság székhelye Kampalában, Uganda fővárosában volt. A vállalatot 2005. november 30-án alapították és az Entebbei nemzetközi repülőtérről először csak Jubába indított járatot. A cég egy 30 férőhelyes, kéthajtóműves Embraer 120-as repülőgéppel teljesítette a járatot. A három ugandai székhelyű légitársaság egyike volt, amely az Entebbe és Juba közötti útvonalon közlekedett, viszont 2005 után több utas utazott a légitársasággal, miután a Sudan Airways abban az évben megszüntette ezt az útvonalát. A Juba és Entebbe közötti útvonalon elért sikerük - ahol az Air Uganda és az Eagle Air légitársaságokkal versenyeztek - vezetett ahhoz hogy 2008 májusában Kisumuba is indítsanak járatot. Az African Safari Airways egy charterjáratot üzemeltetett Entebbe és Nairobi között a légitársaság számára.

## Célállomások
A Royal Daisy Airlines a következő célállomásokra indított járatokat:
- Juba, Dél-Szudán[4]
- Kisumu, Kenya

## Flotta
2012 decemberében a légitársaság a következő repülőgépeket üzemeltette:
- 1db Embraer EMB 120 Brasilia